# デルマーバ半島

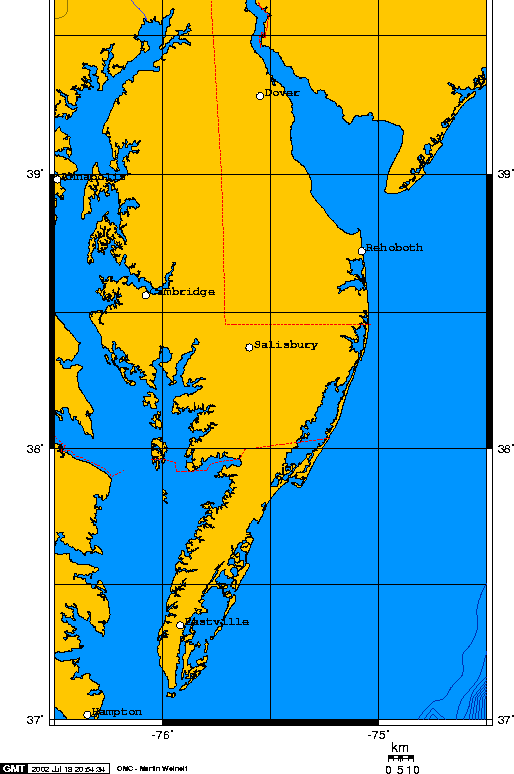
デルマーバ半島

デルマーバ半島（デルマーバはんとう、英: Delmarva Peninsula）は、アメリカ合衆国東海岸のデラウェア州、メリーランド州、バージニア州にまたがる半島である。デルマーヴァ半島とも表記される。

## 概要
デラウェア湾とチェサピーク湾とに挟まれ、南に延びる半島で、東海岸は大西洋に面している。北側にあたる半島の基端にはデラウェア・チェサピーク運河が通っており、この部分から先の半島の総面積は14,127.044 km2、人口は681,030人（2000年国勢調査）である。
デルマーバ半島という名称は、デラウェア州（DELaware）、メリーランド州（MARyland）、バージニア州（VirginiA）からの合成地名である。デラウェア州は3つの郡からなる小さな州であるが、そのほぼ全てがこの半島の東側に位置している。また、半島の先端部はバージニア州の一部に、半島の西側のほとんどと東側の一部はメリーランド州の一部になっている。デラウェア州とメリーランド州とは、東西に走る半島横断線（Transpeninsular Line）と呼ばれる境界線と、ほぼ南北に走るメイソン＝ディクソン線とで画されており、メリーランド州とバージニア州とは、ポコモーク川とその延長線で画されている。
南端部のバージニア州内のバージニア海岸保護区は北米で最も重要な渡り鳥の中継地の1つであり、沿岸にバリアー島と湿地の島、塩性湿地、海草の藻場、カキ礁などが多い。一帯にアマモ属、カキ、アメリカイタヤガイが生息しており、フエコチドリの繁殖地である。1979年にユネスコの生物圏保護区に指定された。